# Lo ricordo io per te
Lo ricordo io per te è un singolo del cantautore italiano Michele Bravi, pubblicato il 4 aprile 2025.

## Descrizione
Il brano, scritto dallo stesso cantautore e prodotto da lui stesso con Carlo Di Francesco, racconta la storia dei nonni dell'artista, Luigi e Graziella, che hanno sofferto della malattia di Alzheimer. In occasione del loro anniversario di matrimonio, il cantautore avrebbe voluto omaggiarli presentando il brano in gara al 75º Festival di Sanremo, ma è stato scartato. Dopo l'esclusione dalla manifestazione, l'artista ha deciso di interrompere il suo contratto con la casa discografica Universal Music Italia, firmando poi un nuovo contratto discografico con la Pastore Studio.

## Promozione
Il 6 aprile 2025 il cantautore ha presentato il brano nel programma Domenica in, in onda su Rai 1 con la conduzione di Mara Venier, in cui è stato presente anche Lino Banfi, in qualità di protagonista del cortometraggio del brano. Il 3 maggio l'artista ha eseguito il brano nel corso della settima puntata del serale della ventiquattresima edizione del talent show Amici di Maria De Filippi.

## Video musicale
Il video musicale, un cortometraggio scritto e diretto dallo stesso Michele Bravi e girato a Città di Castello, sua città natale in cui si è svolto il racconto, è stato pubblicato in concomitanza all'uscita del brano attraverso il canale YouTube del cantautore e vede come protagonisti gli attori Lino Banfi (nei panni del nonno Luigi) e Lucia Zotti (nei panni della nonna Graziella).

## Tracce
Testi di Michele Bravi, musiche di Alterisio Paoletti.
1. Lo ricordo io per te – 3:24